# Summer is over
Summer is over is een popnummer dat in 1964 geschreven is door Tom Springfield (de broer van Dusty Springfield) en Clive Westlake. Het nummer werd ongeveer gelijktijdig opgenomen door Frank Ifield en Toms zus Dusty. De versie van Dusty Springfield werd in 1974 in Nederland opnieuw uitgebracht, nadat Radio Veronica de intro van het nummer was gaan gebruiken als jingle.
Summer is over is een weemoedig liedje over de zomer die plaatsmaakt voor de herfst.

## Versie van Frank Ifield
De versie van de Britse zanger Frank Ifield kwam als single uit in september 1964. Op de achterkant stond True love ways, een nummer uit het repertoire van Buddy Holly, geschreven in 1958. De plaat haalde de 25e plaats in de Britse hitparade.

## Versie van Dusty Springfield
De versie van de Britse zangeres Dusty Springfield kwam uit als B-kant van de single Losing you in oktober 1964. De plaat haalde de negende plaats in de Britse hitparade en de 91e plaats in de Amerikaanse Billboard Hot 100.
Summer is over staat op Dusty, het tweede album van Dusty Springfield in de Verenigde Staten uit 1964. Het nummer werd als bonustrack opgenomen op de heruitgave van 1997 van haar Britse debuutalbum A girl called Dusty. Het staat ook op een aantal verzamelalbums.
In 1971 ging  de Nederlandse piratenzender Radio Veronica de (door een trompet gespeelde) intro van het nummer gebruiken als basis voor jingles. De bekendste daarvan was ingezongen door Patricia Paay. Daardoor ontstond nieuwe vraag naar het nummer en bracht Springfields platenmaatschappij Philips Records het in 1974 opnieuw op single uit. Deze maal was Summer is over de voorkant en Losing you de achterkant. De plaat kwam echter niet verder dan de tipparade. Wel stond het nummer tussen 1999 en 2016 genoteerd in de Radio 2 Top 2000.

### NPO Radio 2 Top 2000
| Nummer met noteringen in de NPO Radio 2 Top 2000 | '99  | '00 | '01  | '02 | '03 | '04  | '05  | '06  | '07  | '08  | '09  | '10 | '11  | '12  | '13  | '14  | '15  |
| ------------------------------------------------ | ---- | --- | ---- | --- | --- | ---- | ---- | ---- | ---- | ---- | ---- | --- | ---- | ---- | ---- | ---- | ---- |
| Summer is over                                   | 1180 | 836 | 1084 | 908 | 789 | 1185 | 1027 | 1051 | 1077 | 1019 | 1125 | 999 | 1282 | 1660 | 1602 | 1785 | 1934 |

1. ↑  Een vetgedrukt getal geeft de hoogste notering aan.
2. ↑  Deze tabel is bijgewerkt tot en met de laatste editie (2024).

## Covers
Dusty Springfield zong het nummer ook in het Frans onder de titel L'été est fini. Het kwam in 1965 met nog drie Franstalige nummers uit op de ep Mademoiselle Dusty.
Thérèse Steinmetz nam het nummer in 1966 in het Nederlands op onder de titel Voorbij is de zomer, als achterkant van haar single Speel ‘t spel.
Liesbeth List zong in 1982 een andere vertaling: Wie weet, als achterkant van haar single Vanavond.